# When It Rains, It Pours
"When It Rains, It Pours" é o segundo episódio da quinta temporada da série de televisão de comédia de situação norte-americana 30 Rock, e o nonagésimo da série em geral. Foi realizado por Don Scardino, que também assumia a função de produtor executivo do seriado e era co-showrunner, e teve o seu enredo escrito por Robert Carlock, um dos produtores da temporada. Carlock venceu um Prémio da Associação de Argumentistas dos Estados Unidos (WGA) pelo seu trabalho no guião, a terceira estatueta consecutiva para a série.
Nos Estados Unidos, a transmissão original deste episódio ocorreu através da rede de televisão National Broadcasting Company (NBC) na noite de 30 de Setembro de 2010. De acordo com o sistema de mediação de audiências Nielsen Ratings, aquela emissão foi assistida por uma média de 5 milhões e 688 mil agregados familiares durante a sua transmissão original norte-americana, e foi-lhe atribuída a classificação de 2,6 e oito de share entre os telespectadores pertencentes ao perfil demográfico dos 18 aos 49 anos de idade. O episódio destacou-se especialmente entre os jovens adultos de 18-34 anos e homens desta faixa etária. Diversos atores fizeram uma participação especial no episódio, incluindo Sherri Shepherd, Paul Giamatti, Elizabeth Banks, Mike Carlsen, Joanna P. Adler, e Craig Castaldo. Os apresentadores de televisão Ben Bailey, Brian Williams e Andrea Mitchell também fizeram participações especiais desempenhando versões fictícias de si mesmos. Outra participação foi a do comediante Chris Parnell, um antigo integrante do elenco do Saturday Night Live (SNL), programa de televisão no qual a criadora de 30 Rock, Tina Fey, iniciou a sua carreira, e tem várias relações com 30 Rock.
No episódio, Liz Lemon (interpretada por Fey) lida com uma onda de atenção masculina inesperada depois de entrar num relacionamento amoroso estável, levando a uma mudança na forma como os outros a veem. À medida que navega por este novo poder, ela tenta usar o seu novo apelo sexual para seduzir Richie (Giamatti), um editor excêntrico do TGS with Tracy Jordan (TGS), de modo a ajudar o produtor Pete Hornberger (Scott Adsit). Entretanto, desencadeado por uma piada de Liz sobre ser um "pai velho," o executivo Jack Donaghy (Alec Baldwin) depara-se a enfrentar o medo de não ter tempo suficiente para moldar o futuro do seu filho, então começa a gravar vídeos sobre lições de vida para o seu filho por nascer, oferecendo uma série de conselhos sobre o seu legado. Paralelamente, à caminho do hospital para o nascimento da sua filha, Tracy Jordan (Tracy Morgan) entra por acidente no jogo Cash Cab, no qual as suas respostas imprevisíveis o levam à vitória. Nos estúdios do TGS, a equipa do programa questiona-se acerca do porquê de todas as atividades anteriormente cuidadas por Kenneth Parcell (Jack McBrayer), o ex-estagiário da NBC, continuarem a receber atenção apesar de ninguém ter sido contratado depois dele ter sido despedido.
Em geral, as opiniões expressadas em relação a "When It Rains, It Pours" pela crítica especialista em televisão do horário nobre foram universalmente positivas, com diversos redatores elogiando o regresso do humor mordaz e da comédia forte orientada para as personagens, ambos elementos que popularizaram 30 Rock. Embora a subtrama de Kenneth tenha sido analisada como menos convincente, o episódio como um todo foi considerado um forte regresso à forma para a série. As mensagens de vídeo de Jack para o seu filho por nascer e o sucesso de Tracy no Cash Cab, assim como a confiança recém-descoberta de Liz, foram todos destacados como grandes momentos cómicos. As participações das estrelas convidadas, em particular de Giamatti, foram vistas como adições naturais ao seriado, e o equilíbrio geral entre o humor e sentimento foi também apreciado.

## Produção e desenvolvimento

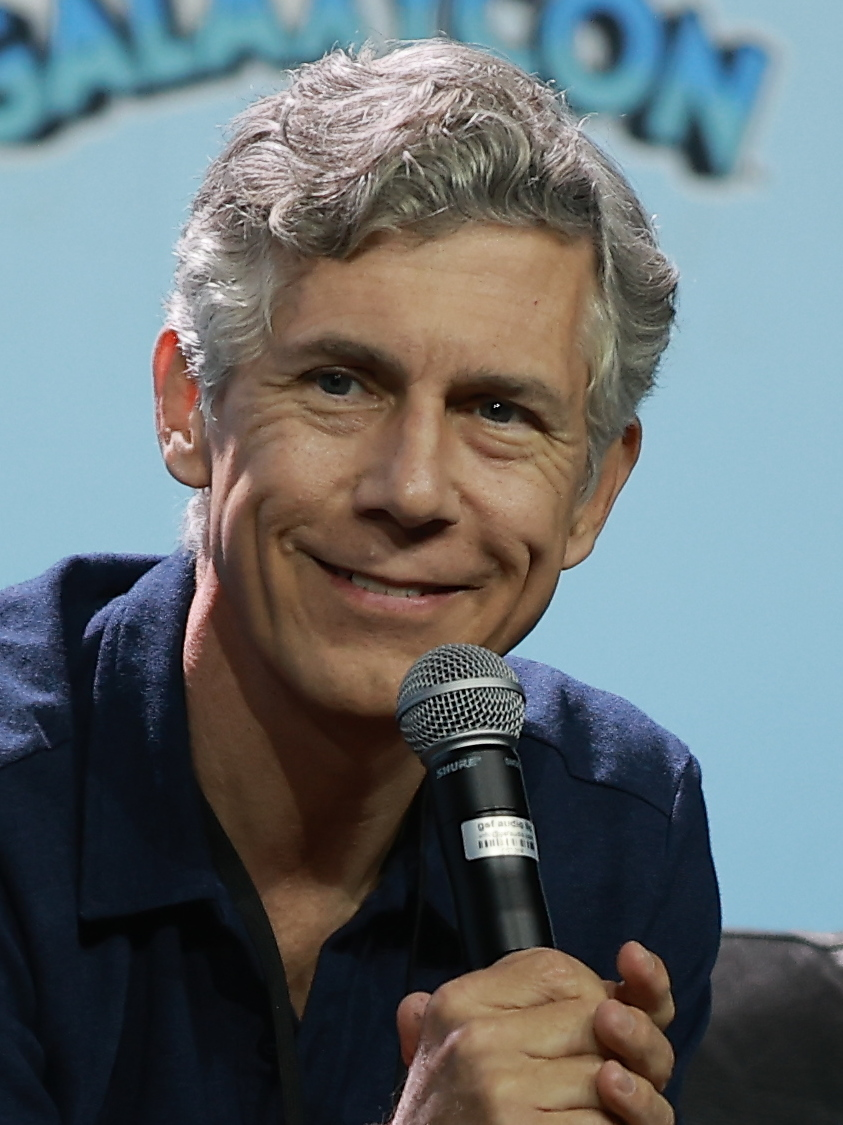
"When It Rains, It Pours" marcou a 14.ª participação de Chris Parnell em 30 Rock, estendendo o seu recorde do maior número de participações no seriado.

"When It Rains, It Pours" é o décimo episódio da quinta temporada de 30 Rock. As suas filmagens decorreram nos Estúdios Silvercup em Manhattan, Cidade de Nova Iorque nas datas de 30 e 31 de Agosto e ainda 2, 5 e 8 de Setembro de 2010. O episódio foi realizado por Don Scardino e teve o seu enredo redigido por Robert Carlock. Para Scardino, que também assumia a função de produtor nesta temporada, esta foi a sua 28.ª vez a trabalhar na realização de um episódio de 30 Rock, estendendo o seu recorde do realizador com a maior quantidade de créditos na série, enquanto para Carlock, que era também responsável pela produção executiva e era co-showrunner da série, foi a 16.ª vez a redigir um guião. Embora os seus nomes tenham sido listados na sequência de créditos de encerramento do episódio, os atores Katrina Bowden e Keith Powell, respetivos intérpretes das personagens Cerie Xerox e James "Toofer" Spurlock, não participaram de "When It Rains, It Pours".
O comediante Chris Parnell, ex-integrante do elenco do programa de televisão humorístico Saturday Night Live (SNL), também participou de "When It Rains, It Pours". Esta foi a sua 14.ª participação como o Dr. Leo Spaceman, estendendo o seu recorde do maior número de participações especiais no seriado. O SNL, programa no qual Tina Fey — criadora, produtora executiva, co-showrunner, argumentista-chefe e estrela de 30 Rock — foi argumentista-chefe entre 1999 e 2006, tem muitas conexões com 30 Rock. 30 Rock é muitas vezes visto como um reflexo cómico do SNL, e Liz Lemon como uma versão ficcionada de Fey, encarnando as dificuldades de liderar um programa cómico num ambiente dominado por homens, tal como o seu papel na vida real no SNL. Vários outros ex-alunos do SNL já desempenharam papéis importantes ou fizeram participações especiais em 30 Rock, tais como Fred Armisen, Jimmy Fallon, Siobhan Fallon Hogan, Will Ferrell, Will Forte, Gilbert Gottfried, Bill Hader, Jan Hooks, Julia Louis-Dreyfus, Tim Meadows, Bobby Moynihan, Amy Poehler, Rob Riggle, Horatio Sanz, Molly Shannon, Chris Parnell, Jan Hooks, Rachel Dratch, Jason Sudeikis e Kristen Wiig. Tanto Tracy Morgan como Fey já integraram o elenco do SNL, com Fey tendo sido ainda a primeira apresentadora feminina do segmento Weekend Update. Além disso, membros da equipa de 30 Rock já trabalharam no SNL, como: John Lutz, argumentista entre 2003 a 2010; Beth McCarthy-Miller, realizadora entre 1995 e 2006; e Steve Higgins, argumentista e produtor de 1995 a 2009. Alec Baldwin, apesar de nunca ter integrado o elenco do SNL, detém o recorde de ser o anfitrião do programa por mais vezes, com dezassete vezes.

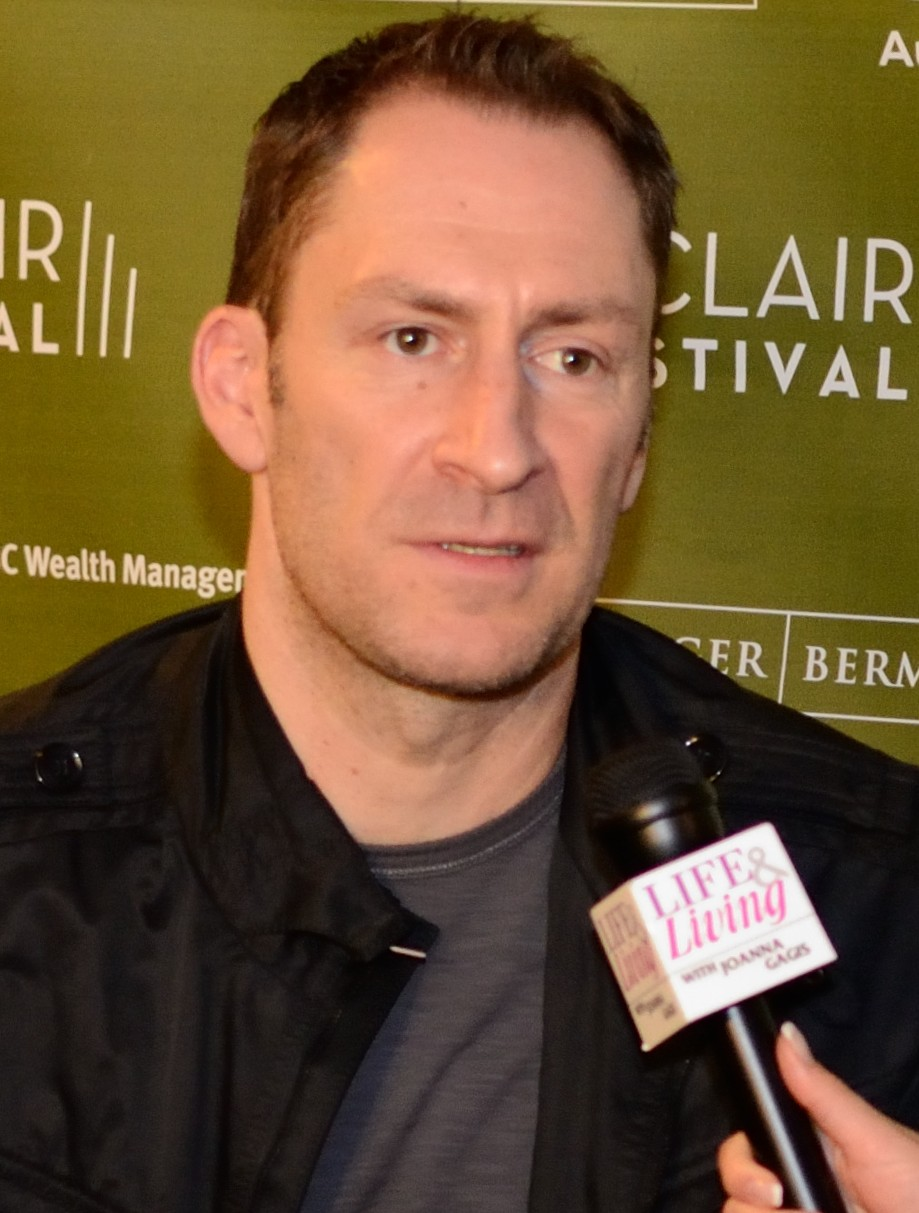
Ben Bailey, apresentador do Cash Cab, fez uma participação em "When It Rains, It Pours".

A participação do ator Paul Giamatti em "When It Rains, It Pours" foi anunciada por Tina Fey em Agosto de 2010. Ele desempenhou Ritchie, um editor de televisão "rabugento." Este episódio marcou o retorno da atriz Elizabeth Banks ao seriado, que participou pela oitava vez como Avery Jessup, apresentadora da CNBC e namorada de Jack Donaghy. A comediante Sherri Shepherd também participou do episódio, dando vida a Angie Jordan, esposa de Tracy Jordan, pela sétima vez. Outras participações especiais foram dos apresentadores de televisão Brian Williams e Andrea Mitchell interpretaram versões fictícias de si próprios, numa cena na qual provocam a personagem Liz sobre a sua suposta relação com Ritchie. Para Williams, esta foi a sua quarta aparição no seriado, tendo aparecido anteriormente em "The Ones" na terceira temporada, e ainda "Audition Day" e "Future Husband" na quarta. Ben Bailey, o apresentador do programa de televisão Cash Cab, também fez uma participação interpretando uma versão fictícia de si próprio. No início do episódio, vários homens atiram-se a Liz, o que a surpreende, inclusive Moonvest e um trabalhador de construção. Moonvest, um homem sem-abrigo interpretado por Craig Castaldo, é uma personagem recorrente em 30 Rock, enquanto o trabalhador de construção, desempenhado por Mike Carlsen, apenas apareceu neste episódio na série. Porém, Carlsen viria a estrelar em Unbreakable Kimmy Schmidt, série criada por Fey em 2015, como um trabalhador de construção. A revisa Entertainment Weekly questionou se existia alguma relação entre 30 Rock e Unbreakable Kimmy Schmidt, ao que Fey e Carlock responderam negativamente.
À medida que foi progredindo com a suas temporadas, 30 Rock inclinou-se cada vez mais para o humor surreal, particularmente com a personagem Kenneth Parcell, que se tornou a mais excêntrica. Enquanto outras personagens experimentavam desenvolvimentos loucos, como Jack a trabalhar para a administração Bush ou Tracy a vencer um prémio Óscar, o arco de Kenneth tornou-se mais bizarro, com indícios de que poderia ser imortal. Este arco iniciou subtilmente na primeira temporada com o episódio "The Baby Show", no qual há um panfleto na secretária do Dr. Leo Spaceman que lê "Nunca Morre" com uma foto do estagiário no pano de fundo. A partir da terceira temporada, a série foi deixando cair inúmeras pistas sobre a natureza eterna de Kenneth, desde referências vagas à sua idade até momentos mais evidentes em temporadas posteriores. Ele lembra-se de ter tido um papagaio por 60 anos, reage fortemente a sons agudos que só os maiores de 40 anos conseguem ouvir, e possui conhecimento enciclopédico sobre a história da televisão norte-americana. O auge desta estranha história acontece quando a mãe de Kenneth revela que, à nascença, Kenneth lhe disse que não era humano, mas sim um ser imortal. Em When It Rains, It Pours", perto do final do episódio, quando Kenneth está a arrumar as suas coisas, é visto a colocar uma moldura numa caixa. A moldura é uma foto assinada por Fred Allen, datada de 21 de fevereiro de 1947, e a caixa tem a etiqueta "NBC Memories 1945-1967."
Judah Friedlander, intérprete do argumentista Frank Rossitano em 30 Rock, é conhecido pela sua coleção de chapéus de camionista adornados com vários slogans, frases e palavras. Esta caraterística não é apenas um adereço aleatório, mas sim uma parte integrante da personalidade de Frank e do humor da série. Segundo Friedlander, ele desenha e cria estes chapéus pessoalmente, tendo originado chapéus suficientes para usar um diferente em cada cena de 30 Rock, o que se traduz em cerca de três chapéus por episódio. O conteúdo dos chapéus de Frank reflete frequentemente a sua personalidade sarcástica, interesses peculiares ou referências à cultura popular. Alguns exemplos notáveis incluem erros ortográficos, frases nostálgicas e afirmações bizarras que dão uma ideia do carácter de Frank antes mesmo de ele falar. Ocasionalmente, os chapéus são incorporados no enredo, acrescentando uma camada extra de comédia. A personalidade de Friedlander na vida real também envolve o uso de chapéus semelhantes durante as suas atuações de comédia stand-up. Muitas vezes, ostenta nesses chapéus títulos ou capacidades ultrajantes, como "Campeão do Mundo" em diversas línguas, o que contrasta humoristicamente com o seu comportamento descontraído. Em "When It Rains, It Pours", Frank usa um boné que lê "Long and Twisted."

## Enredo
Liz Lemon (Tina Fey) dá inesperadamente por si a ser objeto da atenção masculina depois de entrar numa relação estável. A sua nova confiança e felicidade levam a uma mudança na forma como os outros a vêem. Nas ruas, os homens começam a aproximar-se dela, fazendo-lhe elogios estranhos e muitas vezes inapropriados, incluindo ofertas para lhes meterem os pés na boca. Liz fica confusa com esta mudança repentina e pede conselhos a Jenna Maroney (Jane Krakowski). Jenna explica que a energia negativa anterior de Liz, que resultava do facto de ela ser solteira e estar constantemente à procura de validação, a estava a impedir de avançar. Então, com a sua nova relação a torná-la menos desesperada por atenção, Liz torna-se um ímane para os homens. Liz decide usar a sua nova confiança para ajudar Pete Hornberger (Scott Adsit), produtor do TGS with Tracy Jordan (TGS), programa criado por ela no qual assume também a função de argumentista-chefe. Pete enfrenta um problema com um editor de televisão difícil chamado Ritchie (Paul Giamatti), um fã inconstante da equipa de hóquei no gelo New York Islanders, com um comportamento peculiar e tímido. Liz visita Richie na sala de edição e espera convencê-lo a terminar as filmagens de abertura do do TGS o mais depressa possível, o que consegue depois de encantar Richie com a sua inteligência e humor. Mais tarde, Liz descobre que Ritchie está a espalhar um rumor de que os dois andam a dormir juntos. Ela confronta-o sobre o assunto, e ele admite ter começado o boato para chamar a atenção da sua editora assistente Donna (Joanna Adler). Então, Liz ajuda-o a lidar com os seus sentimentos por Donna, chegando a participar no jogo dele para conquistar o afeto de Donna. Mais tarde, Liz e Ritchie fingem uma separação à frente de Donna, que fica interessada no editor.
Entretanto, Jack Donaghy (Alec Baldwin) e a sua namorada Avery Jessup (Elizabeth Banks) revelam a Liz que estão à espera de um filho. Liz dá-lhes os parabéns e diz-lhes, em tom de brincadeira, que o filho vai ter um "pai velho," pois Jack está na casa dos 50 anos. Isto desencadea uma mini-crise existencial, que recea não ter tempo suficiente para orientar o seu filho por nascer. Preocupado com o seu legado, ele começa a gravar uma série de lições de vida para o seu filho em vídeo. Os seus conselhos são dados em rajadas rápidas, cheios de sabedoria absurda, com alguns exemplos incluindo: "O segredo para um cabelo forte e saudável é sangue de pomba," e um aviso sobre a contratação de Sting para atuar num casamento. Jack também partilha que a sua família vem de uma longa linhagem de testadores de uísque e duendes. Mais tarde, Jack descobre que ele e Avery estão de facto à espera de uma filha e não de um filho. Jack apercebe-se de que precisa gravar novos vídeos, mas entende que não sabe como comunicar com as mulheres, dizendo à sua filha por nascer:"Se tiveres a loirice e a autoestima da tua mãe, não precisarás de conselhos." Num momento de vulnerabilidade, ele pede conselhos a Liz sobre como lidar com a intimidade emocional.
Paralelamente, Angie Jordan (Sherri Shepherd), está a entrar em trabalho de parto. Não querendo perder o nascimento da sua filha, principalmente depois de ter perdido o nascimento dos seus dois filhos, Tracy Jordan (Tracy Morgan) pede a Walter "Dot Com" Slattery (Kevin Brown) e Warren "Grizz" Griswold (Grizz Chapman) que o mantenham no seu camarim no edifício 30 Rock para que ele não se distancie. Uma simulação de incêndio ocorre e todos têm de abandonar o edifício. No entanto, fora do edifício, Dot Com e Grizz perdem o rasto de Tracy, que vagueia pela cidade. Ele chama um táxi para chegar ao hospital onde Angie está, mas se apercebe que não tem dinheiro consigo, no entanto, o motorista não se importa. Dentro do veículo, Tracy descobre que se tornou inesperadamente num concorrente do programa de jogos Cash Cab. Como parte do jogo,  tem de responder a perguntas para ganhar dinheiro e chegar ao seu destino. Como de costume, Tracy traz a sua própria abordagem única à vida na sua participação no jogo de trivialidades. Apesar de não ter conhecimentos tradicionais, as suas respostas inconvencionais e fora de contexto fazem-no ganhar o jogo. A sua capacidade de relacionar experiências pessoais aleatórias com as perguntas triviais impressiona Ben Bailey, apresentador do Cash Cab, que o leva ao hospital a tempo de assistir ao nascimento da sua filha.
Para além disso, Liz e Jenna ficam surpreendidas com o facto de tudo estar a correr bem nos estúdios do TGS sem a presença de Kenneth Parcell (Jack McBrayer), antigo estagiário da NBC. Sem que todos saibam, há um "homem misterioso" a percorrer o TGS com uma capa preta e a fazer todas as tarefas que Kenneth faria. Enquanto Jack está a gravar um vídeo, apanha Kenneth no seu escritório, revelando que foi Kenneth quem completou todas as suas antigas tarefas. Kenneth afirma estar ali porque sabe o quão todos precisam dele, mas Jack diz-lhe que não precisam dele e que ele tem de seguir em frente com a sua vida. Magoado e desnorteado, Kenneth vai-se embora. Mais tarde, Kenneth recebe um telefonema de Angie, que está a delirar sob efeito de analgésicos. Ao mesmo tempo, enquanto Tracy está no Cash Cab, Angie pede a Kenneth para encontrar Tracy. Incapaz de o fazer, Kenneth pega num recorte de papelão de Tracy e finge ser ele enquanto ela está a dar à luz, até que Tracy entra e empurra Kenneth para fora do caminho. Mais tarde, Jack diz a Kenneth que ele é realmente necessário de volta ao TGS e oferece-se para falar com os recursos humanos para recuperar o seu emprego, mas Kenneth recusa e diz que vai voltar a candidatar-se ao programa de estagiários, seguindo os procedimentos corretos.

### Análises da crítica

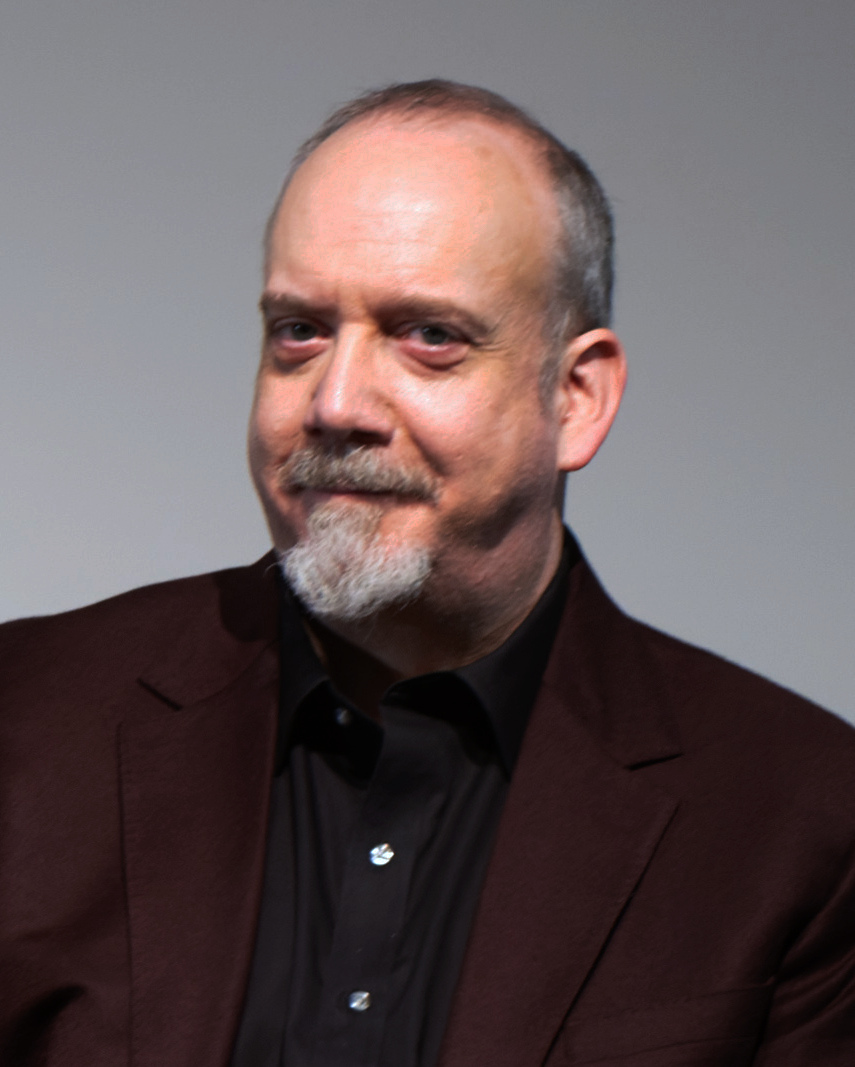
Paul Giamatti foi aclamado pelos críticos pela sua participação no episódio.